# Gerede Twijfel
Gerede Twijfel is een Nederlandse televisieserie uit 2012.
De serie is gebaseerd op het Project Gerede Twijfel van de juridische faculteit van de Universiteit Maastricht waarbij studenten onder begeleiding aan oude zaken werken. De serie debuteerde op 8 september 2012 op 11 regionale omroepen en werd vanaf 27 mei 2013 ook bij de Nederlandse Publieke Omroep (Omroep Max) uitgezonden. Er werden 10 verhalen behandeld die door de regionale omroepen in 2 afleveringen van 25 minuten uitgezonden werden.

## Rolverdeling
- Prof. Leon de Ruyter - Harry van Rijthoven
- Boaz - Tomer Pawlicki
- Naheed - Mehrnoush Rahmani
- Storm - Matthijs van de Sande Bakhuyzen
- Esmee - Hannah Hoekstra
- Tula - Robin van den Heuvel